# Linda Christian
Pour les articles homonymes, voir Christian.
Linda Christian, née Blanca Rosa Welter le 13 novembre 1923 à Tampico (Mexique) et morte le 22 juillet 2011 à Palm Springs (États-Unis), est une actrice mexicaine.
Elle a été mariée avec l'acteur américain Tyrone Power (1949-1956) avec qui elle eut deux filles, Romina Power et Taryn Power, puis avec l'acteur britannique Edmund Purdom (1962-1963).

## Biographie

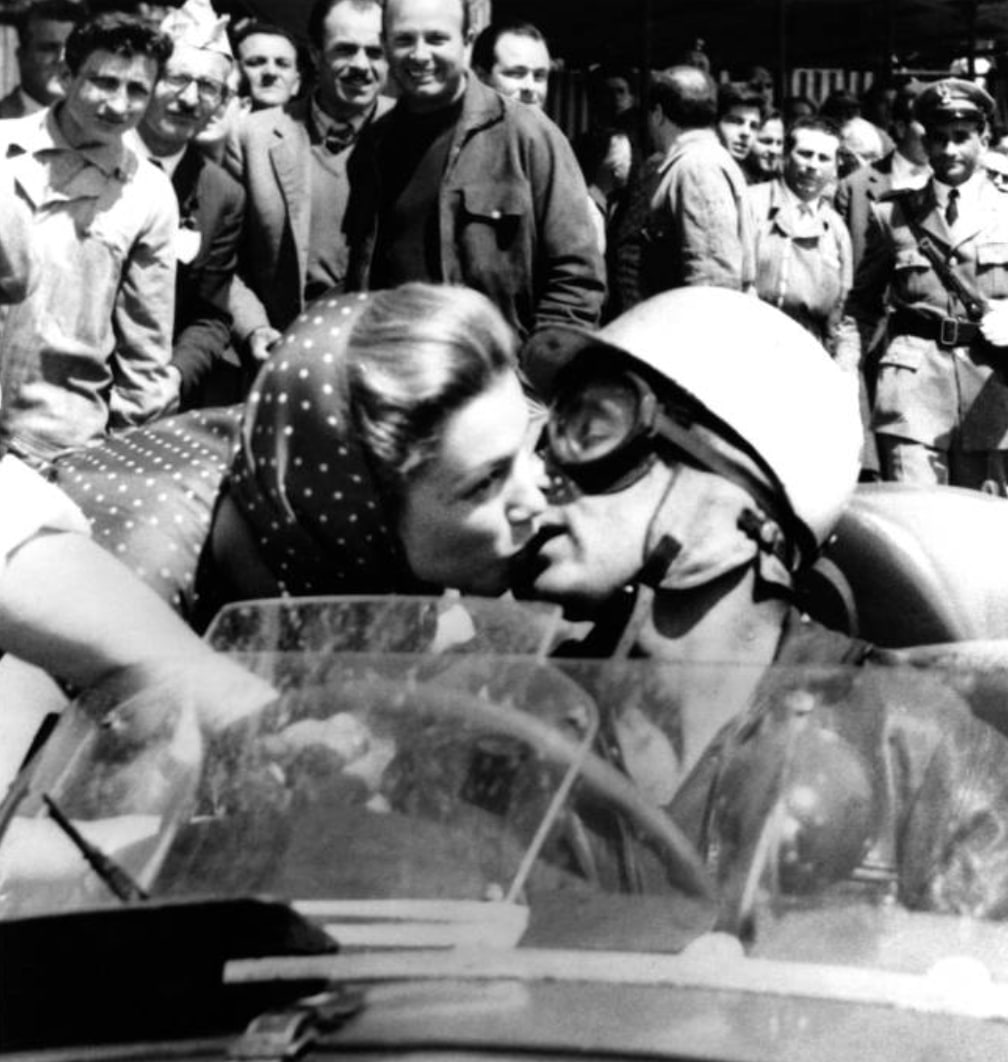
«Le Baiser de la Mort » de Linda Christian à Alfonso de Portago quelques heures avant son accident mortel.

Née au Mexique d'un père néerlandais, Gerardus Jacob Welter (1904-1981), ingénieur travaillant pour la  Royal Dutch Shell, et d'une mère mexicaine, Blanca Rosa Vorhauer (1901-1992), d'origine espagnole, allemande et française, elle a dans son enfance voyagé à travers le monde avec ses parents, acquérant la maîtrise de sept langues.
L'actrice a fait ses débuts en 1944 dans le film Up in Arms. En 1949, elle épouse à Rome l'acteur Tyrone Power dans la basilique Sainte Françoise Romaine. Lors de cette cérémonie très médiatisée, l'actrice revêt une somptueuse robe créée par la maison de haute couture des sœurs Fontana. De ce mariage naissent deux filles, Romina Power et Taryn Power. Le couple divorce en 1956.
En 1954, elle tourne une première version pour la télévision de Casino Royale dans laquelle elle est la première James Bond girl de l'histoire avec comme partenaire Barry Nelson dans le rôle de l'agent 007.
En 1962, elle épouse l'acteur britannique Edmund Purdom dont elle divorce dès l'année suivante en 1963. Elle part vivre en Espagne et se découvre une passion pour les corridas. Atteinte d'un cancer de l'intestin, elle meurt le 22 juillet 2011.

## Filmographie

### Cinéma
- 1943 : El Peñón de las Ánimas de Miguel Zacarías (sous le nom de Linda Welter)
- 1946 : Féerie à Mexico (Holiday in Mexico) de George Sidney : Angel (non créditée)
- 1947 : Le Pays du dauphin vert (Green Dolphin Street), de Victor Saville : Hina-Moa
- 1948 : Tarzan et les Sirènes (Tarzan and the Mermaids) de Robert Florey : Mara
- 1951 : Show Boat de George Sidney : Une chanteuse (non créditée)
- 1952 : Les Vainqueurs de Corée (Battle Zone) de Lesley Selander : Jeanne
- 1952 : Sacré Printemps (The Happy Time) de Richard Fleischer : Mignonette Chapuis
- 1953 : Esclaves de Babylone (Slaves of Babylon) de William Castle : Princesse Panthea
- 1954 : Athena de Richard Thorpe : Beth Hallson
- 1956 : Thunderstorm de John Guillermin : Maria Ramon
- 1959 : La Maison des 7 faucons (The House of the Seven Hawks) de Richard Thorpe : Elsa
- 1960 : Je cherche une maman (Appuntamento a Ischia) de Mario Mattoli : Mercedes Barock
- 1960 : Mélodie de l'adieu (Das Große Wunschkonzert) d'Arthur Maria Rabenalt : Vilma Cortini
- 1962 : The Devil's Hand de William J. Hole Jr. : Bianca Milan
- 1962 : Lasciapassare per il morto de Mario Gariazzo : Eva
- 1963 : Hôtel international (The V.I.P.s) ou (International Hotel) d'Anthony Asquith : Miriam Marshall
- 1964 : The Beauty Jungle de Val Guest : Juge Rose d'Angleterre
- 1964 : Un cœur plein et les poches vides (…e la donna creò l'uomo) de Camillo Mastrocinque : Minelli
- 1965 : Le Moment de la vérité (Il momento della verità) de Francesco Rosi : Linda
- 1965 : El niño y el muro de Ismael Rodríguez : La mère de Martha
- 1966 : Comment séduire un play-boy en l'an 2000 (Bel Ami 2000 oder Wie verführt man einen Playboy?) de Michael Pfleghar : La mère de Lucy
- 1968 : Nel sole de Aldo Grimaldi : Laura Vivaldi
- 1968 : L'oro del mondo de Aldo Grimaldi : La principale Vilvaldi
- 1987 : Amore inquieto di Maria de Sergio Pastore : Helen
- 1987 : Delitti de Giovanna Lenzi : La narratrice
- 1988 : La tempesta de Giovanna Lenzi

### Télévision
- 1954 : Climax! (Série TV) : Valerie Mathis
- 1963 : Suspicion (Série TV) : Eva Ashley
- 1963 : The Lloyd Bridges Show (Série TV) : Taina Haagen
- 1963 : The Dick Powell Show (Série TV) : Susan Lane
- 1988 : Cambiamento d'aria (Téléfilm) : Linda Christian